# USS Ohio (BB-12)
«Огайо» (англ. USS Ohio (BB-12) — американський пре-дредноут, третій корабель типу «Мен» та третій корабель військово-морських сил США, названий на честь штату Огайо.
«Огайо» був закладений 22 квітня 1899 року на верфі компанії Union Iron Works у Сан-Франциско. 18 травня 1901 року він був спущений на воду, а 4 жовтня 1904 року увійшов до складу ВМС США.

## Історія служби

Карта маршруту Великого Білого флоту (державні кордони на карті 2009 року)

Найбільш значущою подією у проходженні служби «Огайо» був похід «Великого Білого флоту», який за підтримки суден забезпечення за наказом Президента США Т. Рузвельта у 1907 році здійснив навколосвітню подорож, продемонструвавши усьому світові зрослу міць та силу американського флоту. 17 грудня флот, до якого входили майже усі американські лінійні кораблі того часу, виплив з Гемптон-Роудс і здійснив перехід на південь до Карибського басейну, а потім до Південної Америки, зупиняючись у Порт-оф-Спейн, Ріо-де-Жанейро, Пунта-Аренас та Вальпараїсо серед інших міст. Після прибуття до західного узбережжя Мексики в березні 1908 року флот провів три тижні, тренуючись у бойових стрільбах корабельної артилерії.
Потім флот відновив подорож уздовж Тихоокеанського узбережжя Америки, зупинившись у Сан-Франциско та Сіетлі, а потім перетнувши Тихий океан до Австралії, по дорозі зупинившись на Гаваях. Зупинки в південній частині Тихого океану включали Мельбурн, Сідней та Окленд.
Після Австралії флот повернув на північ до Філіппін, зупинившись у Манілі, а потім продовжив рух до Японії, де в Йокогамі відбулася церемонія привітання. У листопаді в Субік-Бей на Філіппінах протягом трьох тижнів проходили морські навчання. 6 грудня американські кораблі пройшли Сінгапур і увійшли в Індійський океан. В Коломбо флот поповнив запаси вугілля, перш ніж вирушити до Суецького каналу і знову поповнив вугіллям свої льохи в Порт-Саїді. Флот відвідав кілька середземноморських портів, перш ніж зупинитися в Гібралтарі, де міжнародний флот британських, російських, французьких та голландських військових кораблів привітав американців. Потім кораблі перетнули Атлантику, щоб повернутися на Гемптон-Роудс 22 лютого 1909 року, подолавши 46 729 морських миль (86 542 км). Там Теодор Рузвельт провів військово-морський огляд свого флоту.
Після завершення церемоній «Огайо» прибув до Нью-Йорка, де перебував протягом наступних чотирьох років. Цей час був витрачений на проведення тренувань мирного часу з флотом і надання допомоги в підготовці військово-морської міліції Нью-Йорка. До 1914 року погіршення умов під час громадянської війни в Мексиці спонукало Сполучені Штати втрутитися в конфлікт. «Огайо» був відправлений в мексиканські води на початку того ж року, щоб захистити американські інтереси в країні. У середині 1914 року корабель повернувся на східне узбережжя США, залучався до проведення навчального походу для мічманів Військово-морської академії США. Після завершення походу «Огайо» був переведений до резервного флоту, і базувався у Філадельфії.
6 квітня 1917 року США оголосили війну Німеччині, а 24 числа «Огайо» був уведений до строю американського флоту. Він базувався в Норфолку і мав завдання готувати екіпажі для флоту, який швидко розростався з огляду на воєнний час. 1 червня 1918 року лінкор потрапив у значний інцидент, що стався під час проведення практичних стрільб з двома іншими лінкорами, «Нью-Гемпширом» і «Луїзіаною». Артилеристи на борту «Нью-Гемпшира» випадково почали стріляти по парі мисливців за підводними човнами. «Огайо» видав терміновий сигнал-попередження про негайне «припинення вогню», хоча воно не було отримано відразу на борту «Нью-Гемпшира», перш ніж один снаряд влучив у «Луїзіану». Поки кораблі зупинилися, щоб оцінити пошкодження, дозорні на борту «Огайо» повідомили про ворожий підводний човен, що викликало кілька залпів із артилерійських батарей «Огайо» та «Нью-Гемпшира», хоча мисливці на підводні човни не виявили жодних ознак наявності підводного човна на місці події.